# منصور رئیسی
منصور رئیسی (زاده ۱۳۰۷ - درگذشته ۱۳۵۸) کشتی‌گیر ایرانی در رشته آزاد بوده که در المپیک ۱۹۴۸ شرکت داشته‌است. او اولین فردی است که در مسابقات بین‌المللی برای ایران مدال کسب کرده است.
منصور رئیسی کشتی را از باشگاه آهن زیر نظر استاد حبیب الله بلور آغاز کرد و در نخستین مسابقه‌ای که شرکت کرد به مقام قهرمانی رسید. منصور رئیسی قهرمان وزن اول نخستین تیم ملی کشتی آزاد ایران بود که در اولین دیدار تیم ملی و در نخستین مسابقه بین‌المللی و اولین المپیک شرکت کرد .
وی در بازی‌های المپیک تابستانی ۱۹۴۸ در مرحله اول برابر بیلی جرنیگان آمریکایی سه بر صفر شکست خورد، در مرحله دوم برت هریس استرالیایی و در مرحله سوم کاشابا جاداو هندی را ضربه فنی کرد اما در مرحله چهارم برابر خالد بالامیر ترک سه بر صفر شکست خورد و به مقام چهارم مسابقات دست یافت.